# Jawornik (Petite-Pologne)
Jawornik est un village polonais de la gmina de Myślenice dans le powiat de Myślenice et dans la voïvodie de Petite-Pologne. Il se situe à environ 5 km au nord-ouest de Myślenice et à 23 km au sud de la capitale régionale Cracovie.